# Успенский собор (Рязань)
Успенский собор Рязанского Кремля — православный храм в Рязани, летний кафедральный собор Рязанской епархии Русской православной церкви. Построен в Рязанском Кремле в 1693—1699 годах зодчим Яковом Григорьевичем Бухвостовым в стиле «нарышкинского барокко». Стилизованное изображение собора является одним из символов города. Имеет сходство общего плана с Московским Успенским собором.
Высота собора (без подклета) до карниза примерно 28 м, в ширину 31 м и в длину 45 м, а с галереями 41 м в ширину и 56 м в длину, а ширина стен до 2,4 метра. Храм украшен редкой для своего века кружевной белокаменной резьбой.

## Начало строительства
Постройка нового летнего храма рядом с древним Христорождественским кафедральным собором обусловлена была малыми размерами и ветхостью последнего, теснотою и духотой в нём. Митрополит Рязанский Иосиф в 1677 году обратился к царю Фёдору III Алексеевичу с прошением о дозволении построить новую соборную церковь на том месте, где стояла зелейная палата (пороховой склад). В 1679 году по указу государя зелейная палата была разобрана.
В марте 1684 года «подмастерье каменных дел Федор Яковлев Шаритин со товарищами» подрядился у митрополита Павла (Моравского) делать соборную церковь: «каменщики у преосвященнаго и у порядчиков за работу 1250 рублей, да запасу всякаго 300 четвертей, 140 пудов ветчины и прочая. А стать им к тому делу апреля в 15 день и сделать оное в три годы». Они построили только подклет. В 1687 году митрополит жаловался царям в Москву на медленно и плохо возведённый подклет нового собора.
В 1689 году мастер Сергей Христофоров подрядился изготовить иконостас высотой и шириной более двадцати метров.
В 1692 году митрополит Авраамий доносил Патриарху и государям Иоанну и Петру Алексеевичам, что «соборная церковь постройкой окончена, своды сведенны и шеи, где быть главам, до половины сделаны». Однако в ночь на 18 апреля 1692 года соборная церковь рухнула. Она разрушила церковь Варлаама Хутынского XVII века над въездом в Спасский монастырь. Обвал мог произойти из-за того, что южную стену нового собора возвели на ненадёжном грунте после засыпки озера в этой части Кремля.

## Возведение собора

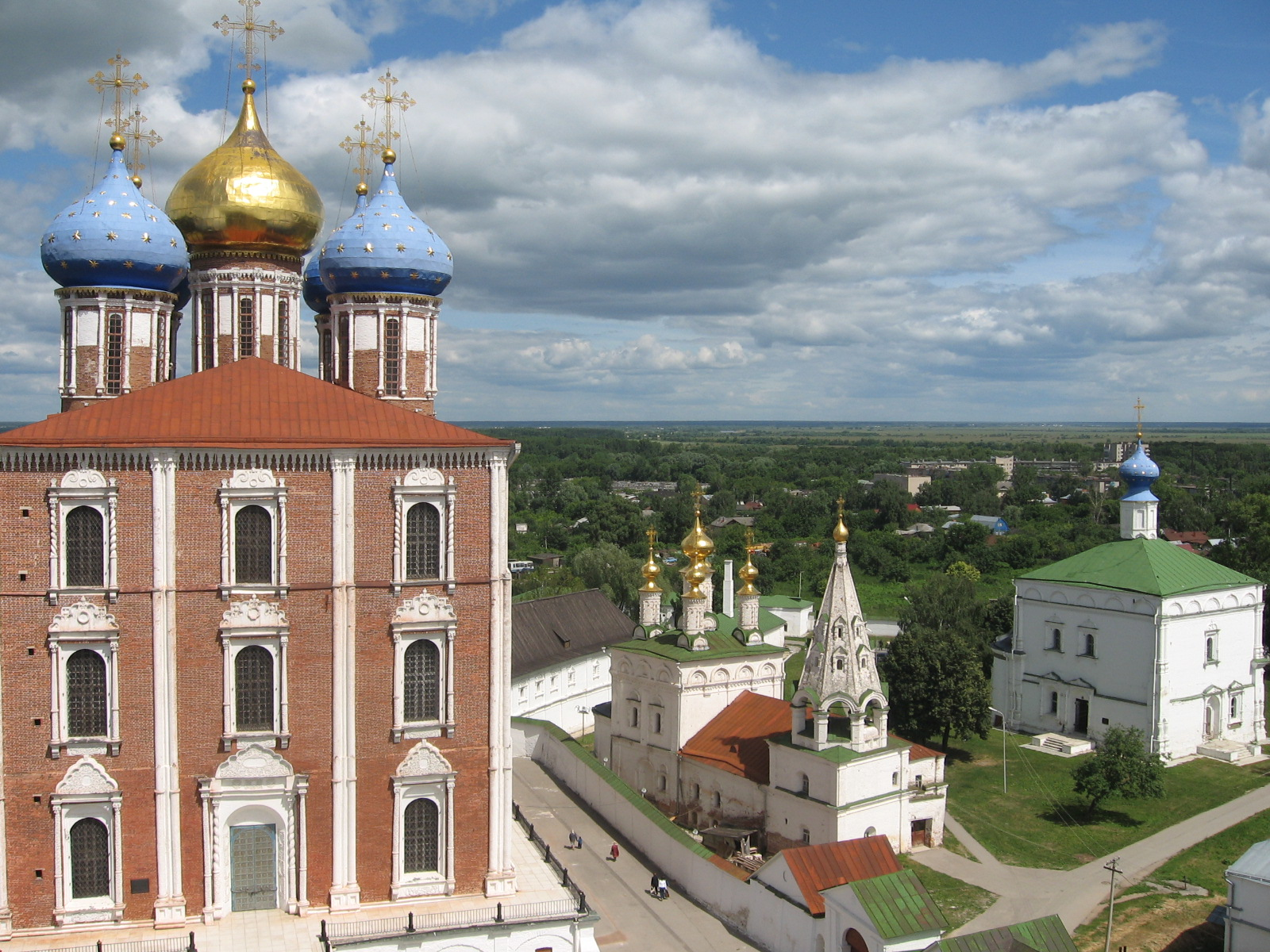
Успенский собор и другие кремлёвские храмы

Вскоре состоялись торги на постройку нового собора. В 1693 году тот же митрополит Авраамий положил основание ныне существующему летнему Успенскому кафедральному собору. Подряд на сей раз получили мастер каменных дел Яков Григорьев Бухвостов с товарищами Никитой Устиновым, Герасимом Ивановым и Иваном Парфёновым. Однако их также постигла неудача. В 1696 году своды недостроенного собора рухнули, и Бухвостов был посажен на несколько недель «в железа» по приказу митрополита. В 1699 году собор был закончен и оказался на 13 метров выше Успенского собора в Московском кремле, по образцу которого и строился.
В 1700 году мастера Свидерский и Лысков подрядились золотить иконостас. Иконописец Соломанов с помощниками написал для него иконы. В настоящее время этот семиярусный иконостас является одним из самых высоких в России.
15 августа 1702 года митрополит Стефан (Яворский) совершил освящение нового Успенского кафедрального собора.

## Обновление собора

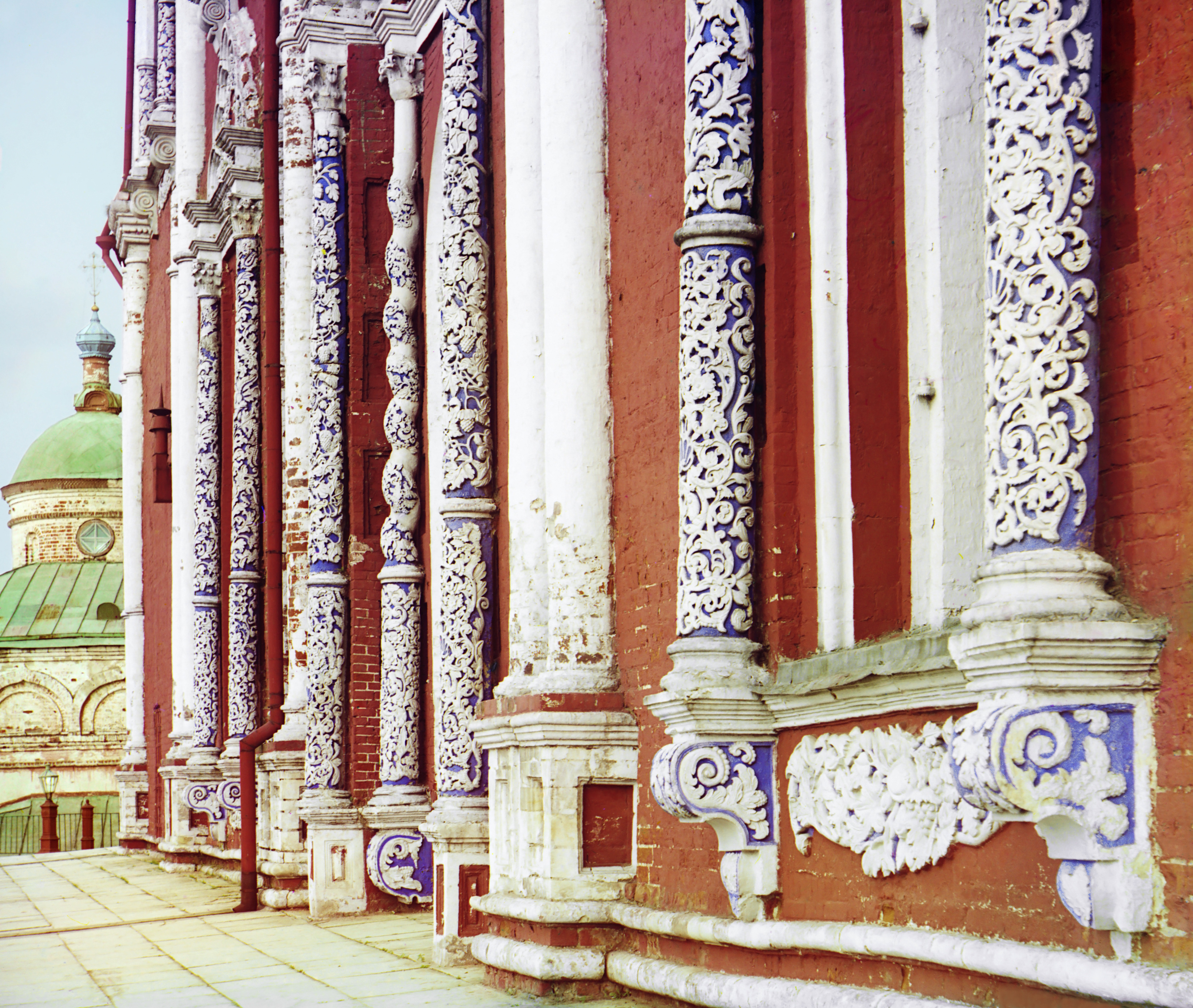
Белокаменные детали на фото 1912 года

Храм не раз подвергался основательным ремонтам. В 1712 году «все своды от стен отпали», однако вскоре были исправлены. Тем не менее в документе 1727 года сообщалось, что «все своды расселены… и в подклетах расселины великие обретаются». Продолжавшаяся неравномерная осадка здания вызвала новые обрушения в 1728, 1735 и 1737 годах. Тогда «паперть вокруг алтаря на 26 сажен вся рассыпалась». Постепенное разрушение собора привело к его закрытию в 1796 году. Несмотря на то, что специальная комиссия постановила разобрать здание, в 1804 году архитектор Иван Францевич Руска провёл его капитальный ремонт. Посводное покрытие здания сменила 4-скатная кровля.
15 августа 1804 года собор был вновь освящён. На возобновление собора было употреблено 69 100 рублей.
В 1855–1857 годах интерьер собора был расписан московским художником Николаем Степановым. В 1895 году фасады собора были раскрашены: поле стены подчёркивалось красным, а фусты белокаменных колонок выделялись синим. В 1891 году интерьер собора был вторично расписан.

## Русские монархи, посетившие Успенский собор
- Государь Император Александр I (1819, 1820, 1824 года);
- Государь Император Николай I (1832 и 1836 года);
- Государь Император Александр II, будучи Цесаревичем (1837 год);
- Государь Император Николай II (1904 и 1914 года)[1].

## Дальнейшая судьба храма

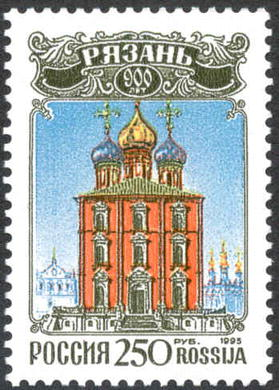
Успенский собор на почтовой марке, посвящённой 900-летию Рязани

В 1929 году Успенский кафедральный собор был закрыт советской властью. Внутренние росписи на колоннах и стенах были забелены. Некоторое время в храме действовал планетарий, позже стали проводить музейные выставки. 
14 июня 1992 года было вновь совершено освящение собора, однако выставки в нём продолжались до 2007 года. В тёплое время года (как правило, с мая по сентябрь) богослужения совершаются в Успенском соборе ежедневно. На это время в него переносятся из Христорождественского собора почти все его святыни, включая раку с частицей мощей святителя Василия Рязанского. В холодное время года Успенский собор закрыт для посещения.
В 2022 году был объявлен первый тендер на проведение реставрационных работ в соборе. К февралю 2023 года в Успенском соборе была полностью заменена кровля, в течение года проводились фасадные работы и реставрация инженерных коммуникаций. Средства на его реконструкцию выделены из федерального бюджета. Начальная цена контракта составляет около 2 млрд рублей. Работы в соборе, который временно закрыт для посещения, должны быть выполнены до конца 2026 года, то есть реставрация собора продлится 4 года.